# Список нагород і номінацій Лори Лінні
Лора Лінні — американська акторка кіно, телебачення і театру, співачка. Володарка чотирьох премій «Еммі», двох «Золотих глобусів» і премії Гільдії кіноакторів. Крім того, вона тричі була номінована на премію «Оскар» і п'ять разів — на театральну премію «Тоні».

## Головні нагороди

### Оскар
| Рік  | Категорія                          | Робота                      | Результат | Ref.  |
| ---- | ---------------------------------- | --------------------------- | --------- | ----- |
| 2001 | Найкраща жіноча роль               | Можеш на мене розраховувати | Номінація | [ 1 ] |
| 2005 | Найкраща жіноча роль другого плану | Кінсі                       | Номінація | [ 2 ] |
| 2008 | Найкраща жіноча роль               | Діти Севіджа                | Номінація | [ 3 ] |

### БАФТА
| Рік  | Категорія                          | Робота         | Результат | Ref.  |
| ---- | ---------------------------------- | -------------- | --------- | ----- |
| 2004 | Найкраща жіноча роль другого плану | Таємнича річка | Номінація | [ 4 ] |

### Золотий глобус
| Рік  | Категорія                                               | Робота                      | Результат | Ref.   |
| ---- | ------------------------------------------------------- | --------------------------- | --------- | ------ |
| 2001 | Найкраща жіноча роль — драма                            | Можеш на мене розраховувати | Номінація | [ 5 ]  |
| 2005 | Найкраща жіноча роль другого плану                      | Кінсі                       | Номінація | [ 6 ]  |
| 2006 | Найкраща жіноча роль — комедія або мюзикл               | Кальмар і кит               | Номінація | [ 7 ]  |
| 2009 | Найкраща жіноча роль мінісеріалу або телефільму         | Джон Адамс                  | Перемога  | [ 8 ]  |
| 2011 | Найкраща жіноча роль у телесеріалі — комедія або мюзикл | Невиліковне Це              | Перемога  | [ 9 ]  |
| 2012 | Найкраща жіноча роль у телесеріалі — комедія або мюзикл | Невиліковне Це              | Номінація | [ 10 ] |
| 2021 | Найкраща жіноча роль у телесеріалі — драма              | Озарк                       | Номінація | [ 11 ] |
| 2023 | Найкраща жіноча роль у телесеріалі — драма              | Озарк                       | Номінація |        |

### Еммі
| Рік                      | Категорія                                            | Робота                   | Результат                | Ref.                     |
| Прайм-тайм премія «Еммі» | Прайм-тайм премія «Еммі»                             | Прайм-тайм премія «Еммі» | Прайм-тайм премія «Еммі» | Прайм-тайм премія «Еммі» |
| ------------------------ | ---------------------------------------------------- | ------------------------ | ------------------------ | ------------------------ |
| 2002                     | Найкраща жіноча роль у мінісеріалі або телефільмі    | Неприбокана Айріс        | Перемога                 | [ 12 ]                   |
| 2004                     | Найкраща запрошена акторка в комедійному телесеріалі | Фрайзер                  | Перемога                 | [ 13 ]                   |
| 2008                     | Найкраща жіноча роль у мінісеріалі або телефільмі    | Джон Адамс               | Перемога                 | [ 14 ]                   |
| 2011                     | Найкраща жіноча роль у комедійному телесеріалі       | Невиліковне Це           | Номінація                | [ 15 ]                   |
| 2013                     | Найкраща жіноча роль у мінісеріалі або телефільмі    | Невиліковне Це: Надалі   | Перемога                 | [ 16 ]                   |
| 2019                     | Найкраща жіноча роль у драматичному телесеріалі      | Озарк                    | Номінація                | [ 17 ]                   |
| 2020                     | Найкраща жіноча роль у драматичному телесеріалі      | Озарк                    | Номінація                | [ 17 ]                   |
| 2022                     | Найкраща жіноча роль у драматичному телесеріалі      | Озарк                    | Номінація                | [ 17 ]                   |
| 2022                     | Найкращий драматичний телесеріал                     | Озарк                    | Номінація                | [ 17 ]                   |

### Незалежний дух
| Рік  | Категорія            | Робота                      | Результат | Ref.   |
| ---- | -------------------- | --------------------------- | --------- | ------ |
| 2001 | Найкраща жіноча роль | Можеш на мене розраховувати | Номінація | [ 18 ] |
| 2006 | Найкраща жіноча роль | Кальмар і кит               | Номінація | [ 19 ] |

### Премія Гільдії кіноакторів
| Рік  | Категорія                                         | Робота                      | Результат | Ref.   |
| ---- | ------------------------------------------------- | --------------------------- | --------- | ------ |
| 2001 | Найкраща жіноча роль                              | Можеш на мене розраховувати | Номінація | [ 20 ] |
| 2004 | Найкращий акторський склад в ігровому кіно        | Таємнича річка              | Номінація | [ 21 ] |
| 2005 | Найкраща жіноча роль другого плану                | Кінсі                       | Номінація | [ 22 ] |
| 2009 | Найкраща жіноча роль у мінісеріалі або телефільмі | Джон Адамс                  | Перемога  | [ 23 ] |
| 2018 | Найкраща жіноча роль у драматичному серіалі       | Озарк                       | Номінація | [ 24 ] |
| 2019 | Найкраща жіноча роль у драматичному серіалі       | Озарк                       | Номінація |        |
| 2019 | Найкращий акторський склад у драматичному серіалі | Озарк                       | Номінація |        |
| 2021 | Найкраща жіноча роль у драматичному серіалі       | Озарк                       | Номінація | [ 25 ] |
| 2021 | Найкращий акторський склад у драматичному серіалі | Озарк                       | Номінація | [ 25 ] |
| 2023 | Найкраща жіноча роль у драматичному серіалі       | Озарк                       | Номінація |        |
| 2023 | Найкращий акторський склад у драматичному серіалі | Озарк                       | Номінація |        |

### Тоні
| Рік  | Категорія                      | Робота                 | Результат | Ref. |
| ---- | ------------------------------ | ---------------------- | --------- | ---- |
| 2002 | Найкраща жіноча роль у виставі | Суворе випробування    | Номінація |      |
| 2005 | Найкраща жіноча роль у виставі | Заочно                 | Номінація |      |
| 2010 | Найкраща жіноча роль у виставі | Коли час зупиняється   | Номінація |      |
| 2017 | Найкраща жіноча роль у виставі | Маленькі Лисички       | Номінація |      |
| 2021 | Найкраща жіноча роль у виставі | Мене звати Люсі Бартон | Номінація |      |

## Інші нагороди

### Австралійська академія кіно і телебачення
| Рік  | Категорія                | Робота | Результат |  |
| ---- | ------------------------ | ------ | --------- |  |
| 2023 | Найкраща акторка серіалу | Озарк  | Номінація |  |

### Готем
| Рік  | Категорія                  | Робота        | Результат |
| ---- | -------------------------- | ------------- | --------- |
| 2005 | Найкращий акторський склад | Кальмар і кит | Перемога  |
| 2007 | Найкращий акторський склад | Діти Севіджа  | Номінація |

### Сатурн
| Рік  | Категорія            | Робота                   | Результат |
| ---- | -------------------- | ------------------------ | --------- |
| 2006 | Найкраща кіноакторка | Шість демонів Емілі Роуз | Номінація |

### Супутник
| Рік      | Категорія                                           | Робота                      | Результат |
| -------- | --------------------------------------------------- | --------------------------- | --------- |
| 2001     | Найкраща акторка – кінофільм                        | Можеш на мене розраховувати | Номінація |
| 2002     | Найкраща акторка – мінісеріал або телефільм         | Неприборкана Айріс          | Номінація |
| 2005     | Найкраща акторка – кінофільм                        | Пост Скриптум               | Номінація |
| 2005 (2) | Найкраща акторка другого плану – кінофільм          | Кінсі                       | Номінація |
| 2005 (2) | Найкраща акторка другого плану – кінофільм          | Кальмар і кит               | Перемога  |
| 2007     | Найкраща акторка – кінофільм                        | Діти Севіджа                | Номінація |
| 2008     | Найкраща акторка – мінісеріал або телефільм         | Джон Адамс                  | Номінація |
| 2010     | Найкраща акторка в телесеріалі – комедія або мюзикл | Невиліковне Це              | Перемога  |
| 2011     | Найкраща акторка в телесеріалі – комедія або мюзикл | Невиліковне Це              | Номінація |
| 2012     | Найкраща акторка – кінофільм                        | Гайд парк на Гудзоні        | Номінація |
| 2014     | Найкраща акторка – мінісеріал або телефільм         | Невиліковне Це: Надалі      | Номінація |
| 2021     | Найкраща акторка в телесеріалі – драма/жанр         | Озарк                       | Номінація |
| 2023     | Найкраща акторка в телесеріалі – драма/жанр         | Озарк                       | Номінація |

## Нагороди критиків

### Альянс жінок-кіножурналістів
| Рік  | Категорія           | Робота       | Результат |
| ---- | ------------------- | ------------ | --------- |
| 2007 | Найкраща акторка    | Діти Севіджа | Номінація |
| 2007 | Women's Image Award | Діти Севіджа | Номінація |

### Асоціація кінокритиків Далласа/Форт-Верт
| Рік  | Категорія                      | Робота                      | Результат |
| ---- | ------------------------------ | --------------------------- | --------- |
| 2001 | Найкраща акторка               | Можеш на мене розраховувати | Перемога  |
| 2004 | Найкраща акторка другого плану | Кінсі                       | Номінація |
| 2007 | Найкраща акторка               | Діти Севіджа                | Номінація |

### Асоціація кінокритиків Колумбуса
| Рік  | Категорія                      | Робота         | Результат |
| ---- | ------------------------------ | -------------- | --------- |
| 2004 | Найкраща акторка другого плану | Таємнича річка | Номінація |

### Асоціація кінокритиків Лос-Анджелеса
| Рік  | Категорія        | Робота                      | Результат |
| ---- | ---------------- | --------------------------- | --------- |
| 2000 | Найкраща акторка | Можеш на мене розраховувати | Номінація |

### Асоціація кінокритиків Остіна
| Рік  | Категорія                      | Робота        | Результат |
| ---- | ------------------------------ | ------------- | --------- |
| 2006 | Найкраща акторка другого плану | Кальмар і кит | Перемога  |

### Асоціація кінокритиків Чикаго
| Рік  | Категорія        | Робота                      | Результат |
| ---- | ---------------- | --------------------------- | --------- |
| 2001 | Найкраща акторка | Можеш на мене розраховувати | Номінація |
| 2007 | Найкраща акторка | Діти Севіджа                | Номінація |

### Вибір критиків
| Рік  | Категорія                      | Робота                      | Результат |
| ---- | ------------------------------ | --------------------------- | --------- |
| 2001 | Найкраща акторка               | Можеш на мене розраховувати | Номінація |
| 2005 | Найкраща акторка другого плану | Кінсі                       | Номінація |

### Вибір телевізійних критиків
| Рік  | Категорія                                 | Робота | Результат |
| ---- | ----------------------------------------- | ------ | --------- |
| 2021 | Найкраща акторка драматичного телесеріалу | Озарк  | Номінація |
| 2023 | Найкраща акторка драматичного телесеріалу | Озарк  | Номінація |

### Голлівудська асоціація телевізійних критиків
| Рік  | Категорія                                           | Робота | Результат |
| ---- | --------------------------------------------------- | ------ | --------- |
| 2022 | Найкраща акторка стрімінгового драматичного серіалу | Озарк  | Перемога  |

### Коло жінок-кінокритиків
| Рік  | Категорія             | Робота      | Результат |
| ---- | --------------------- | ----------- | --------- |
| 2007 | Найкраща акторка      | Кінсі       | Перемога  |
| 2016 | Найгірша екранна мати | Нічні звірі | Перемога  |

### Коло кінокритиків Австралії
| Рік  | Категорія        | Робота     | Результат |
| ---- | ---------------- | ---------- | --------- |
| 2006 | Найкраща акторка | Джиндабайн | Номінація |

### Лондонський гурток кінокритиків
| Рік  | Категорія    | Робота       | Результат |
| ---- | ------------ | ------------ | --------- |
| 2006 | Акторка року | Кінсі        | Номінація |
| 2008 | Акторка року | Діти Севіджа | Номінація |

### Національна рада кінокритиків США
| Рік  | Категорія | Робота                         | Результат |
| ---- | --------- | ------------------------------ | --------- |
| 2004 | Кінсі     | Найкраща акторка другого плану | Перемога  |

### Національна спілка кінокритиків США
| Рік  | Категорія                      | Робота                      | Результат |
| ---- | ------------------------------ | --------------------------- | --------- |
| 2001 | Найкраща акторка               | Можеш на мене розраховувати | Перемога  |
| 2005 | Найкраща акторка другого плану | Кінсі                       | Номінація |

### Спілка кінокритиків Бостона
| Рік  | Категорія                  | Робота                      | Результат |
| ---- | -------------------------- | --------------------------- | --------- |
| 2000 | Найкраща акторка           | Можеш на мене розраховувати | Номінація |
| 2003 | Найкращий акторський склад | Таємнича річка              | Перемога  |

### Спілка кінокритиків Детройта
| Рік  | Категорія        | Робота       | Результат |
| ---- | ---------------- | ------------ | --------- |
| 2007 | Найкраща акторка | Діти Севіджа | Номінація |

## Театральні нагороди

### Драма Деск
| Рік  | Категорія                                    | Робота                 | Результат |
| ---- | -------------------------------------------- | ---------------------- | --------- |
| 1992 | Найкраща жіноча роль другого плану у виставі | Заочне                 | Номінація |
| 2005 | Найкраща жіноча роль у виставі               | Заочне                 | Номінація |
| 2010 | Найкраща жіноча роль у виставі               | Коли час зупиняється   | Номінація |
| 2017 | Найкраща жіноча роль у виставі               | Маленькі лисички       | Перемога  |
| 2020 | Найкраща роль у моновиставі                  | Мене звати Люсі Бартон | Перемога  |